# Antonij Michalew

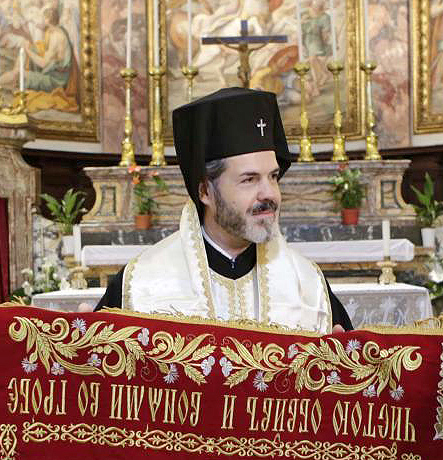
Metropolit Antonij (2016)

Metropolit Antonij (bulgarisch Антоний; weltlicher Name: Schiwko Kirow Michalew, bulgarisch Живко Киров Михалев, wiss. Transliteration Živko Kirov Michalev; * 17. Januar 1978 in Stara Sagora) ist ein bulgarischer orthodoxer Geistlicher und Metropolit der Diözese von West- und Mitteleuropa mit Sitz in Berlin.

## Leben

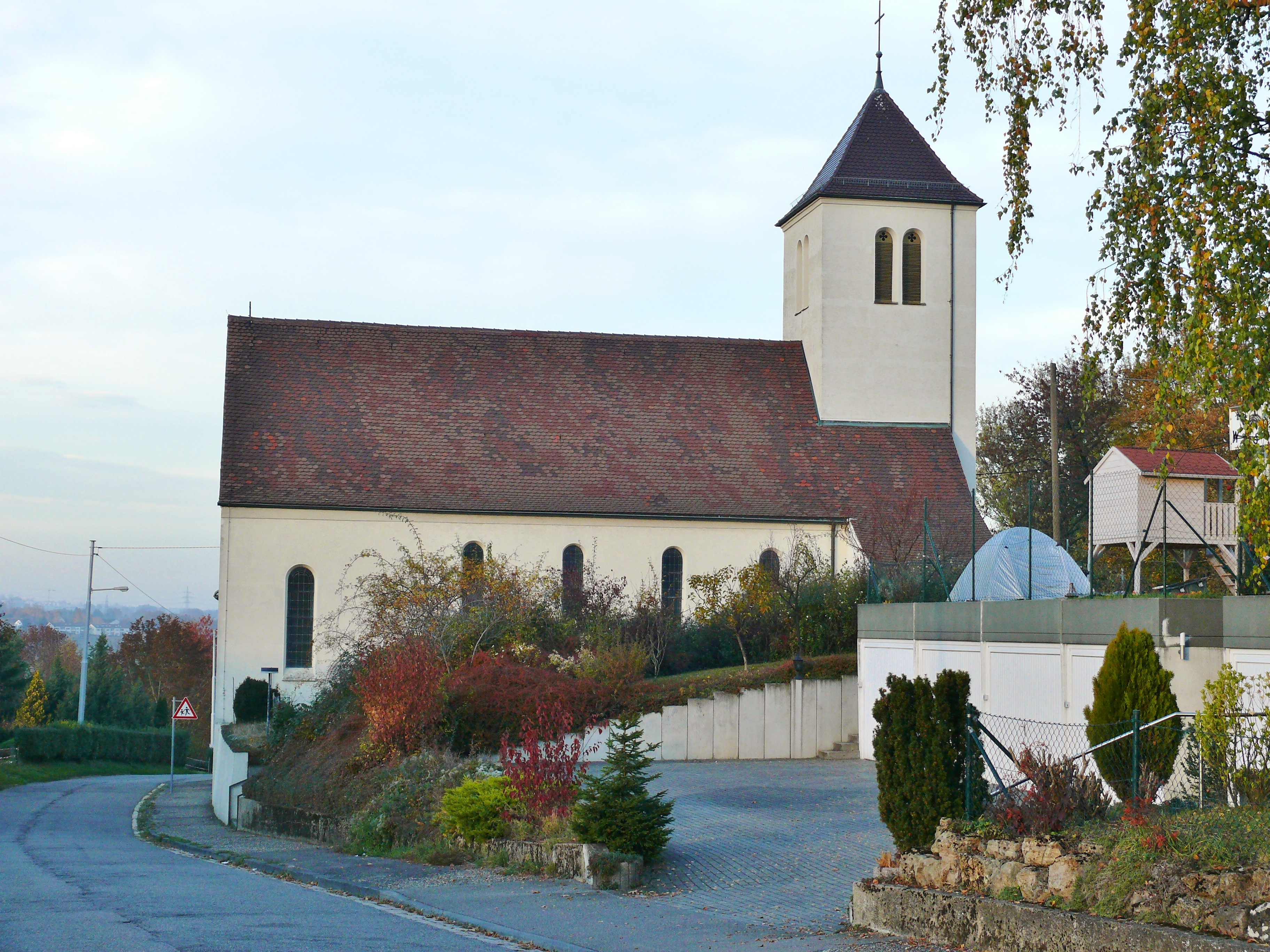
Sankt Bonifatius Steinhaldenfeld

Michalew ging in Stara Sagora zur Grundschule. Noch als Schüler trat er 1993 in das Priesterseminar „Hl. Kyrill und Method“ in Plowdiw ein. Nach dem Seminar studierte er an der theologischen Fakultät der Universität Sofia. Währenddessen war er regelmäßig in der Kirche „Entschlafung der Gottesmutter“ in Sofia im Kirchengesang aktiv.
Im Jahr 2002 wurde er als Novize im Klisura-Kloster „Hl. Kyrill und Method“ in der Diözese Vidin aufgenommen. Am 5. August 2002 empfing er die Mönchsweihe. Noch im gleichen Jahr wurde er am 18. Oktober 2002 zum Mönchsdiakon und darauffolgend am 17. Januar 2003 zum Mönchspriester geweiht. Nach dem Studiumsabschluss wirkte er ab dem 1. April 2003 als Hauptpriester und Dozent am Priesterseminar von Plowdiw. Im November 2006 wurde er in den Rang eines Archimandriten erhoben und empfing kurz darauf am 1. Mai 2007 den Titel eines Protosingel der Metropolie von Plowdiw.
Die Bischofsweihe erhielt Antonij am 23. März 2008 durch Beschluss des Hl. Synods mit dem Titularbistum von Konstantia. Er wechselte daraufhin seinen Wohnsitz in die Stadt Smoljan, von wo aus er seelsorgerische Tätigkeiten für die Bewohner der Rhodopen ausübte. Am 15. Juli 2010 wurde er zum Vikarbischof der Metropolie von West- und Mitteleuropa Simeon ernannt und drei Jahre später am 27. Oktober 2013 zum Metropoliten von West- und Mitteleuropa gewählt. Er folgte auf Metropolit Simeon.
Am 27. November 2021 traf sich Metropolit Antonij bei einer Privataudienz mit Papst Franziskus. Diesem war er bereits bei Franziskus’ Bulgarienreise 2019 begegnet.
Unter Antonij konnte die Bulgarisch-Orthodoxe Kirche im Jahr 2023 mit Unterstützung des Staates Bulgarien das erste eigene Kirchengebäude in Deutschland erwerben. Die Bonifatiuskirche im Stuttgarter Stadtteil Steinhaldenfeld, bereits seit 2017 durch die bulgarisch-orthodoxe Gemeinde angemietet, soll in Kirche der Heiligen Bonifatius, Kyrill und Methodii umbenannt werden.